# Gamereactor
Gamereactor es uno de los mayores sitios web dedicados a los videojuegos en Europa. 
Actualmente está activo en países como Dinamarca, Suecia, Finlandia, Noruega, Reino Unido, Alemania, Italia, España, Portugal, Francia y Polonia, llegando en los últimos años a cubrir el mercado de los videojuegos en Indonesia y China.
Gamereactor cubre diariamente las últimas noticias sobre videojuegos, contenido que publica diariamente a través de cada una de las páginas web que componen su network. Además dicho contenido está disponible en aplicaciones de teléfonos inteligentes como Iphone o Android así como en plataformas de videoconsola como PS4 o Xbox, desde donde los usuarios pueden acceder directamente al contenido, lo que establece una relación directa entre Gamereactor y sus usuarios.

## Historia
Fue fundada en Dinamarca (actual sede desde entonces) por Morten Reichel y Claus Reichel en 1998 bajo el nombre de Gamez.dk. En 1999 la página cambió de nombre al nombre comercial Gamereactor y es cuando empieza a expandirse a distintos países de Europa: en 2001, la empresa abre su oficina en Suecia y Noruega; en 2007, con la apertura de la página web en Finlandia, Gamereactor se convierte en la mayor empresa de publicación sobre videojuegos en el norte de Europa, lo que la lleva a estar nominada a diferentes premios y galardones del mundo de los videojuegos y el entretenimiento. A partir de este momento, ha continuado su expansión en otros países como Reino Unido en 2008, Alemania en 2009, Italia en 2010, España en 2011 o Portugal en 2013 y, en los últimos años, Francia, Polonia, Indonesia o China.

## Contenido
Gamereactor utiliza redactores con avanzado conocimiento del sector de los videojuegos y el entretenimiento en cada una de la páginas web que componen su network. Además, estos redactores son nativos, por lo que cada oficina de la network se especializa en la redacción de contenido que realmente interesa a su público.
La network cubre diferentes tipos de contenido, desde noticias, artículos, avances o análisis de videojuegos hasta la última hora del sector de los esports, así como análisis de dispositivos y hardware. Gamereactor realiza varios streams semanales en directo, donde analizan los juegos en vivo.
Una de las características que hacen única a la red de Gamereactor es la originalidad de las piezas, pues aprovechando su presencia en Europa y su forma de trabajo se ha convertido en pieza clave a la hora de publicar contenido en exclusiva o en primicia antes que sus competidores, siendo una de las marcas más nombrada como fuente original. Algunos ejemplos pueden ser la entrevista exclusiva concedida por Fernando Alonso a Gamereactor, así como la entrevista de Hideo Kojima.
Además, Gamereactor publica una gran variedad de contenido en vídeo, desde tráileres de videojuegos oficiales hasta contenido de producción propia realizado íntegramente por la compañía en su sede de Dinamarca y en distintas redacciones como la de España.

## Eventos
Gamereactor es uno de los medios más reputados en eventos internacionales de videojuegos y tecnología como pueden ser E3 (Gamereactor es jurado oficial), Gamescom, Tokyo Game Show, Gamelab (Gamereactor es medio oficial), Fun & Serious o  Mobile World Congress. A cada uno de ellos, Gamereactor envía redactores propios así como cámaras para cubrir el evento al más mínimo detalle con información de primera mano.

## Premios
En 2004, su director artístico Petter Hegevall fue nominado en uno de los mayores premios de arte en Suecia. En 2013, la revista impresa de Gamereactor fue nominada como la Mejor Revista Impresa en la categoría de Games Media Awards, y en 2015 el equipo de Gamereactor al completo fue nominado como Mejor Equipo Editorial de categoría impresa.